# Wirkstofffreisetzung
Wirkstofffreisetzung beschreibt die Freisetzung eines Wirkstoffes aus seiner Formulierung. Die Wirkstofffreisetzung und die Lösung des Wirkstoffes sind Voraussetzungen für dessen Aufnahme.

## Wirkstofffreisetzung nach peroraler Applikation
Um eine Resorption des Wirkstoffes aus dem Darmlumen in die Blutbahn und letzten Endes zum Wirkort zu erreichen, muss dieser zunächst aus der Arzneiform freigesetzt werden und gelöst vorliegen.
Dabei kann sich die Arzneiform, meist eine Tablette entweder direkt im Darm lösen oder als Depotarzneiform erst nach weiteren Prozessen in Form von Granulaten oder feinen Pulvern in eine Lösung übergehen. Der Wirkstoff steht in einem chemischen Gleichgewicht zwischen gelöstem Wirkstoff und gebundenen und/oder komplexierten Wirkstoff, in der Blutbahn ist das die Plasmaeiweißbindung. Ein gelöster Wirkstoff wird effizient resorbiert und in den Blutkreislauf abgegeben.
Neben Pharmakokinetikstudien gibt es etablierte In-vitro-Tests, um die Wirkstofffreisetzung zu untersuchen. Die In-vitro-Prüfungen werden u. a. zur Qualitätskontrolle von verschiedenen Faktoren durchgeführt. Sie dienen zur Beobachtung der Beeinflussungen der Wirkstofffreisetzung einer Arzneiform, durch die Veränderung der physikalischen oder chemischen Eigenschaften des Wirkstoffs durch Hilfsstoffe oder durch die Veränderung der Arzneiformulierung, insbesondere in der Präformulierungsphase.
Auch für die Qualitätskontrollen während der Chargenherstellung werden für die Einheitlichkeit der Charge Untersuchungen zur Wirkstofffreisetzung durchgeführt. Des Weiteren können Ergebnisse aus den In-vitro-Tests verwendet werden, um die Freisetzung in vivo vorherzusagen.

## Lösungsgeschwindigkeit
Die Lösungsgeschwindigkeit beschreibt den zeitlichen Verlauf des Lösungsvorgangs. Diese ist für die Arzneiformulierung von großer Bedeutung, weil diese bei vielen schwerlöslichen Arzneimitteln den geschwindigkeitsbestimmenden Schritt für den Resorptionsvorgang wiedergibt. Wichtige Faktoren, welche die Lösungsgeschwindigkeit beeinflussen können, lassen sich aus der Noyes-Whitney-Gleichung ableiten. Die Noyes-Whitney-Gleichung beschreibt die diffusionsbedingte Auflösungsgeschwindigkeit von Arzneistoffpartikeln aus der Arzneiform.
{\displaystyle {\frac {\mathrm {d} Mt}{\mathrm {d} t}}={\frac {A\cdot D\cdot (C_{s}-C)}{\delta }}}
mit
dMt/dt = Menge an Wirkstoff, die pro Zeitspanne aus der Arzneiform in Lösung geht
A = Gesamtoberfläche der Arzneistoff Partikel
D = Diffusionskoeffizient des Arzneistoffes im Auflösungsmedium
δ = Dicke der hydrodynamischen Grenzschicht
Cs = Löslichkeit des Arzneistoffes im Auflösungsmedium
C = gelöste Wirkstoffkonzentration des Arzneistoffs im Auflösungsmedium
Die Auflösung kann durch die Oberfläche bzw. die physikochemischen Parameter wie Partikelgröße, Form und Benetzbarkeit des Partikels beeinflusst werden. Der Diffusionskoeffizient des Arzneistoffs ist von dessen Molmasse und der Viskosität des Lösungsmittels abhängig. Die hydrodynamische Grenzschicht wiederum hängt ihrerseits von Art und Ausmaß der Fluidbewegung ab. Die Lösungsgeschwindigkeit ist daher in einem gegebenen Auflösungssystem durch die Rührgeschwindigkeit beeinflussbar. Des Weiteren ist die Löslichkeit des Arzneistoffs von den Substanzeigenschaften und auch vom Lösungsmittel abhängig.
Daraus folgt, dass die Auflösungsgeschwindigkeit nach Noyes-Whitney-Gleichung durch Veränderung dieser Parameter verändert werden kann.

## Wirkstofffreisetzung beeinflussende Faktoren
Die Wirkstofffreisetzung kann durch verschiedene Faktoren beeinflusst werden. Dazu zählen die Eigenschaften des Arzneistoffs, die Qualität und das Design der Darreichungsform sowie die Testbedingungen bei dem In-vitro-Test (Dissolutiontest). Zu den Eigenschaften des Arzneistoffs gehört die Löslichkeit im Medium, die Lipophilie oder Hydrophilie, die Partikelgröße, die Kristallinität, die Polymorphie in der Arzneiform und die Salzform. Die Qualität und das Design der Darreichungsform umfasst die verschiedenen Darreichungsformen, wie immediate release (unmittelbare Freisetzung), modified release (veränderte Freisetzung), delayed release (verzögerte Freisetzung), extended release (verlängerte Freisetzung), die Herstellungsparameter, die Dosis sowie die Eigenschaften der Hilfsstoffe.
Zu den Bedingungen des Dissolutiontests gehören die Einsortierung des Wirkstoffes nach der Löslichkeit, die geeignete Auswahl des Mediums nach Zusammensetzung und Volumen, die Auswahl des Gerätes nach Arzneiformentyp sowie Hydrodynamische Aspekte wie Rührgeschwindigkeit/Flussrate/Diprate.

## Wirkstofffreisetzung im Arzneibuch
In einigen Pharmakopöen sind offizielle Dissolutiontestsysteme erklärt bspw. in United States Pharmacopeia USP XXXIX, European Pharmacopoeia Ph. Eur. 8th Edition, International Pharmacopoeia.
Im Arzneibuch sind verschiedene Apparaturen für die Analytik der Wirkstofffreisetzung wie App.1: Drehkörbchen Apparatur, Apparatur 2: Blattrührer Apparatur, Apparatur 3: Eintauchender Zylinder, Apparatur 4: Durchflusszelle, Wirkstofffreisetzung von Wirkstoffhaltige Kaugummis beschrieben.